# Peter Smith (golfer)

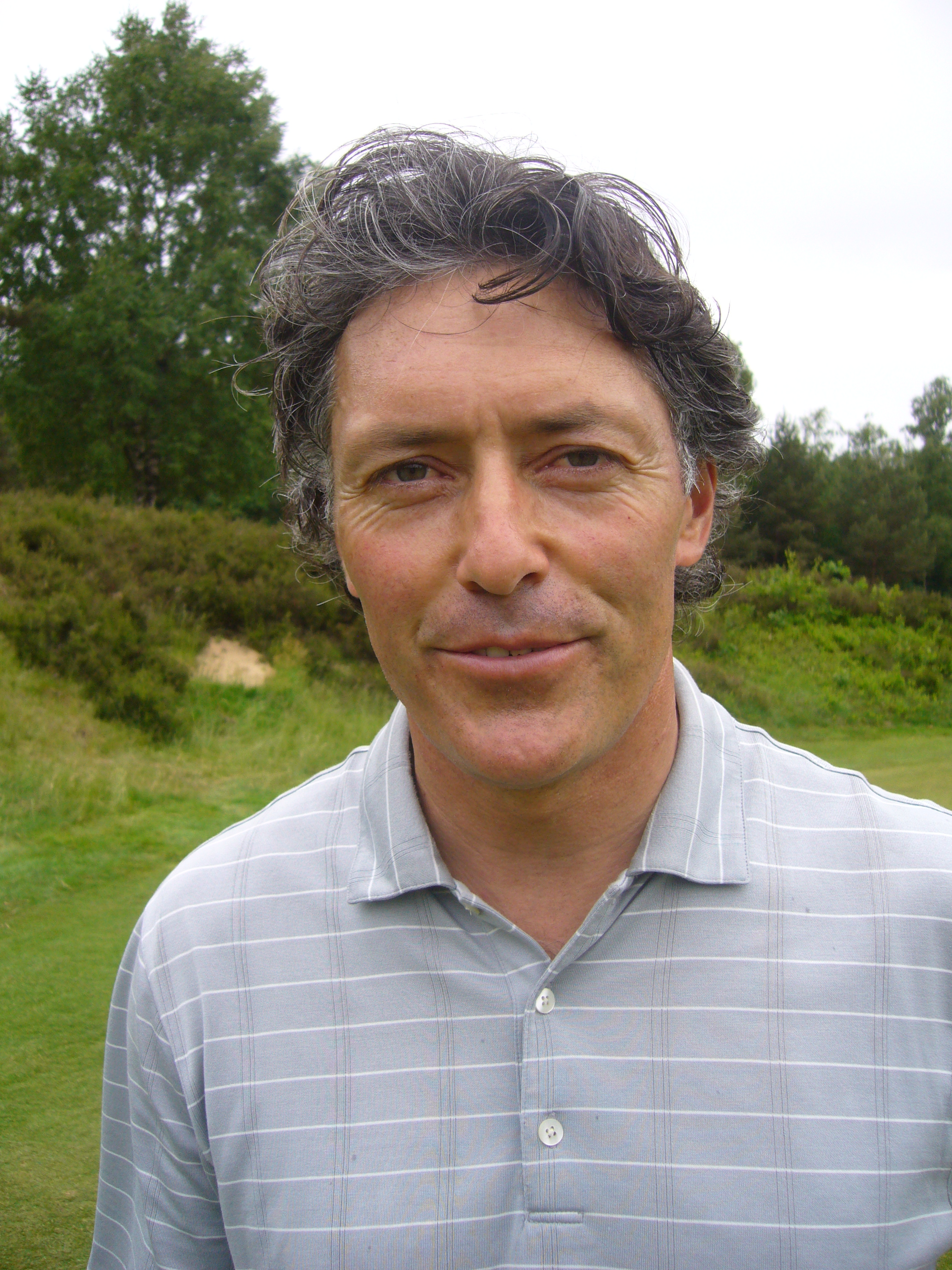
Peter Smith

Peter A Smith (3 oktober 1959) is een Schotse golfprofessional, die sinds 2006 in Nederland woont.
Peter Smith heeft in 1991 en 1992 op de Europese Tour gespeeld. Toen hij zijn spelerskaart niet verlengde, werd hij teaching-pro in Nieuw-Zeeland. Tussendoor speelde hij in 1991, 1993 en 1994 het Britse Open gespeeld.
Na zes jaren kwam hij terug naar Europa. Hij kwam naar Nederland om les te geven op de Hilversumsche Golf Club. Beide banen heeft hij na twee jaren opgegeven om zich voor te bereiden op de Europese Senior Tour. In 2009 werd hij 50 jaar. Hij mocht dat jaar al meedoen aan de Van Lanschot Senior Cup op de Dommel. Hij won het toernooi met een ronde van 68 (−3), gevolgd door Tim Giles (69) en Brian Gee (71). In 2011 speelde hij op de Senior Tour en eindigde hij nummer 83 van de Order of Merit.

## Gewonnen
Challenge Tour
- 1992: Clydesdale Bank Northern Open

Nederland
- 2009: Van Lanschot Senior Cup